# Eisenbahnunfall von Quintinshill

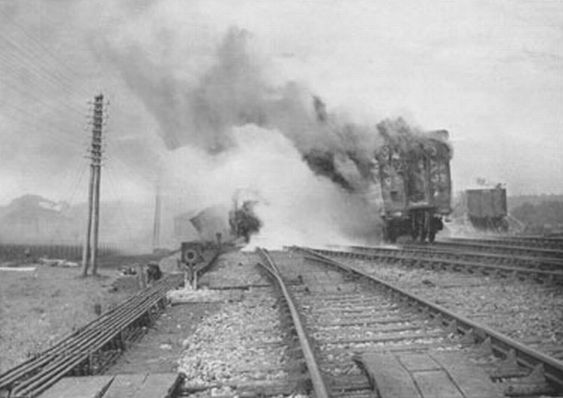
Brennende Wagen nach dem Zusammenstoß der Züge in Quintinshill

Der Eisenbahnunfall von Quintinshill in Dumfriesshire, Schottland, war die Kollision dreier Züge  am 22. Mai 1915, bei der knapp 230 Menschen getötet und 246 verletzt sowie fünf Züge zerstört wurden. Es ist der bis heute folgenschwerste Eisenbahnunfall in Großbritannien. Verursacht wurde er, weil alle verantwortlichen Eisenbahner Sicherheitsregeln missachteten oder umgingen.

## Ausgangslage
Quintinshill ist ein Betriebsbahnhof an der in diesem Teilstück bis 1923 von der Caledonian Railway betriebenen West Coast Main Line. Die zweigleisige Strecke weist hier für jedes der beiden Richtungsgleise ein Überholgleis auf.
Der Lokalzug von Carlisle nach Beattock, der aus dem südlich nächstgelegenen Bahnhof, Gretna Green, kam, sollte hier von zwei Schnellzügen überholt werden, die von London nach Glasgow unterwegs waren. In der Gegenrichtung war ein Truppentransportzug von Larbert nach Liverpool unterwegs. Dieser bestand – kriegsbedingt – aus 21 sehr alten hölzernen Personenwagen.
Beide Überholgleise waren zum Zeitpunkt des Unfalls von Güterzügen belegt. Deshalb wurde der Lokalzug in einer Gegengleisfahrt über eine entsprechende Weiche auf das Durchgangsgleis der Gegenrichtung zurückgedrückt. Dies war eine zulässige Zugbewegung, bei entsprechender Sicherung auch ungefährlich und hatte schon mehrfach stattgefunden.
Zeitgleich fand eine Ablösung der verantwortlichen Mitarbeiter des Stellwerks, das den Verkehr im Betriebsbahnhof Quintinshill regelte, zwischen der Nacht- und der Frühschicht statt. Um sich den Fußweg von Gretna Green zum Stellwerk zu sparen, hatten die Mitarbeiter des Stellwerks in Quintinshill vereinbart, den Schichtwechsel nicht wie vorgeschrieben um 6 Uhr, sondern erst nach der Ankunft des Lokalzuges um 06:30 Uhr zu vollziehen, damit die ablösende Schicht mit diesem Zug anfahren konnte. Um dies zu vertuschen, schrieb der Mitarbeiter ab 6 Uhr die Zugmeldungen auf einen Zettel, dessen Angaben der Ablöser später in seiner eigenen Schrift ins Zugmeldebuch nachtrug.

## Unfallhergang

Animation der Ereignisse, die zum Crash geführt haben

Nachdem die Ablösung nach Ankunft des Lokalzuges ihren Arbeitsplatz erreicht hatte, begann der Mitarbeiter damit, die Meldungen im Zugmeldebuch nachzutragen. Dabei diskutierte er mit zwei Bremsern des wartenden Güterzugs Ereignisse des Ersten Weltkriegs. Darüber vergaß er den Lokalzug, mit dem er gerade angekommen war und der noch vor seinem Stellwerk stand. Weder sicherte er ihn gegen Züge, die aus der Gegenrichtung kommen konnten, noch meldete er der nächsten Blockstelle in Richtung Gretna Green zurück, dass das Gleis noch besetzt war. So sah der dort Diensthabende kein Problem, den nächsten Zug auf die Strecke zu schicken. Um das „Vergessen“ von Zügen zu verhindern, gab es die „Regel 55“, die den Heizer des Zuges verpflichtete, sich im Stellwerk davon zu überzeugen, dass die erforderlichen Sicherungsmaßnahmen zum Schutz des Zuges getroffen waren. Der Heizer des Lokalzuges suchte zwar das Stellwerk auf, übersah aber, dass die vorgeschriebene mechanische Sicherung, die ein Umstellen der Signale verhindert hätte, nicht angebracht war. Der erste der beiden Schnellzüge passierte Quintinshill um 06:38 Uhr problemlos.
Als unmittelbar danach aus der Gegenrichtung der Truppentransportzug gemeldet wurde, nahm ihn der Mitarbeiter in Quintinshill an und meldete ihn in Richtung Gretna Green weiter, wo er angenommen wurde, so dass er das Ausfahrsignal von Quintinshill auf „Fahrt frei“ stellte. Er hatte völlig vergessen, dass in dem entsprechenden Durchfahrtsgleis noch der Lokalzug wartete. Vier Minuten später wurde ihm der zweite Schnellzug aus London gemeldet, den er auch ordnungsgemäß annahm. Als kurz darauf der Truppentransportzug auf dem Gleis mit dem wartenden Lokalzug einfuhr, kollidierten die beiden Züge. Das Lokpersonal des Militärzuges war sofort tot. Die hölzernen Wagen boten nur wenig Widerstand und wurden zertrümmert. Vor dem sechstletzten Wagen brach die Kupplung. Da die Wagen im Gleis verblieben, rollten sie ein wenig zurück. Es waren die einzigen Wagen des Militärzuges, die nicht Opfer des anschließend ausbrechenden Brandes wurden. Es war 06:49 Uhr. Die Trümmer der beiden Züge blockierten beide Durchfahrtsgleise.
Nach der Kollision sandte der Stellwerker an die nächsten Blockstellen beider Richtungen die Warnung, dass die Strecke blockiert sei, vergaß allerdings, die Signale für den herannahenden zweiten Londoner Schnellzug auf „Halt“ zu stellen. So fuhr der entgegenkommende Expresszug eine Minute später in die Trümmer. Hierbei wurden auch viele Soldaten getötet, die sich aus dem Truppentransportzug noch hatten retten können. Durch ausströmendes Gas der Gasbeleuchtung gerieten die Trümmer zudem in Brand und entzündeten auch die beiden Züge, die auf den Überholgleisen warteten. Vergrößert wurde das Ausmaß des Unfalls durch die Lage des Betriebsbahnhofs abseits jeder Ansiedlung, was die Löscharbeiten erschwerte und stark verzögerte. Das Feuer war so stark, dass ein Teil der Leichen so vollständig verbrannte, dass die genaue Anzahl der Toten nicht ermittelt werden konnte. Außer dem größten Teil der Fahrzeuge des Militärzuges – einschließlich dessen Lokomotive – wurden die zwei Dampflokomotiven des Schnellzuges, vier seiner Personenwagen und die Lokomotive des Lokalzuges durch das Feuer zerstört, und auch die Kohlevorräte in den Schlepptendern verbrannten vollständig. Die Löscharbeiten dauerten mehr als 24 Stunden.

## Folgen

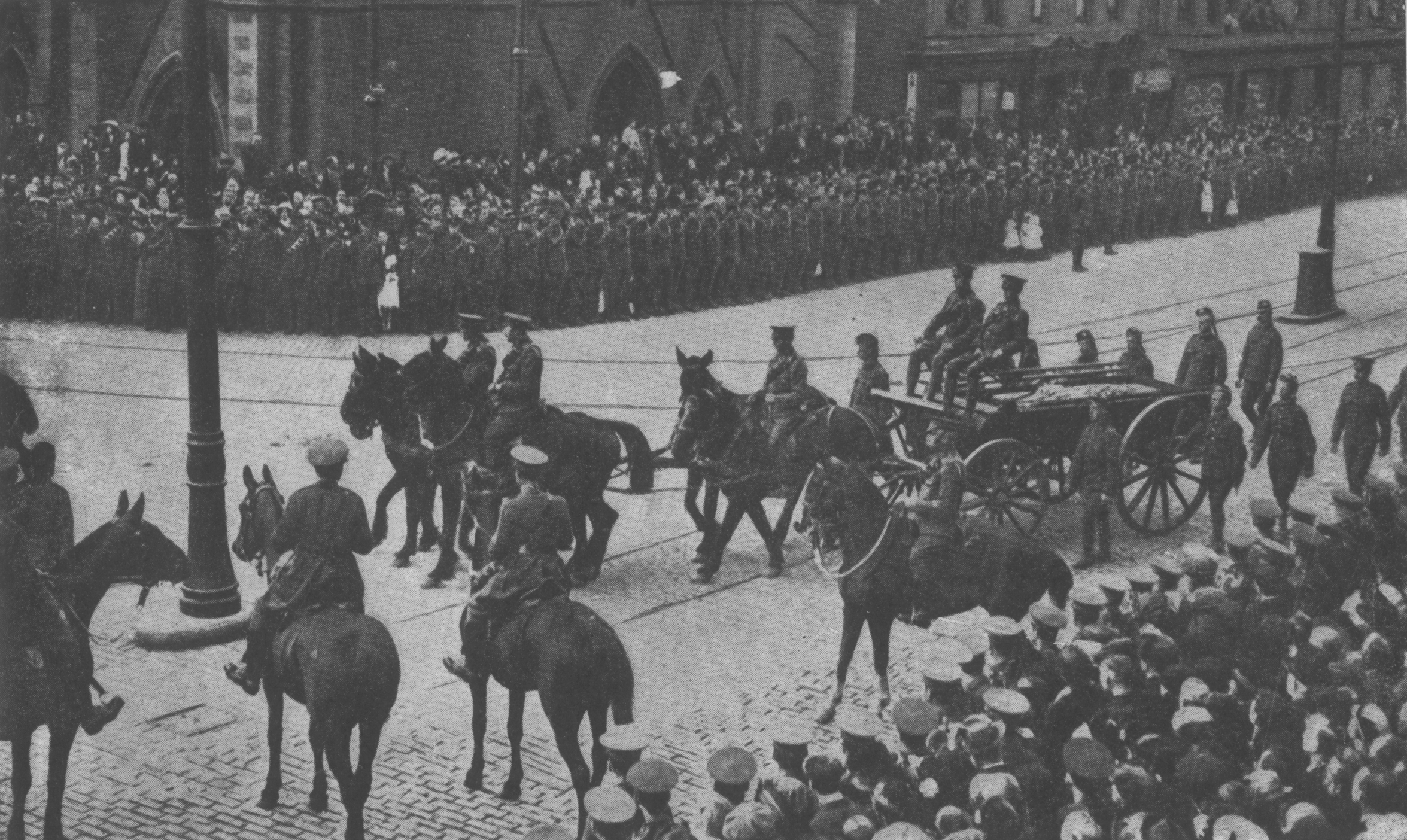
Beerdigungszug in Edinburgh

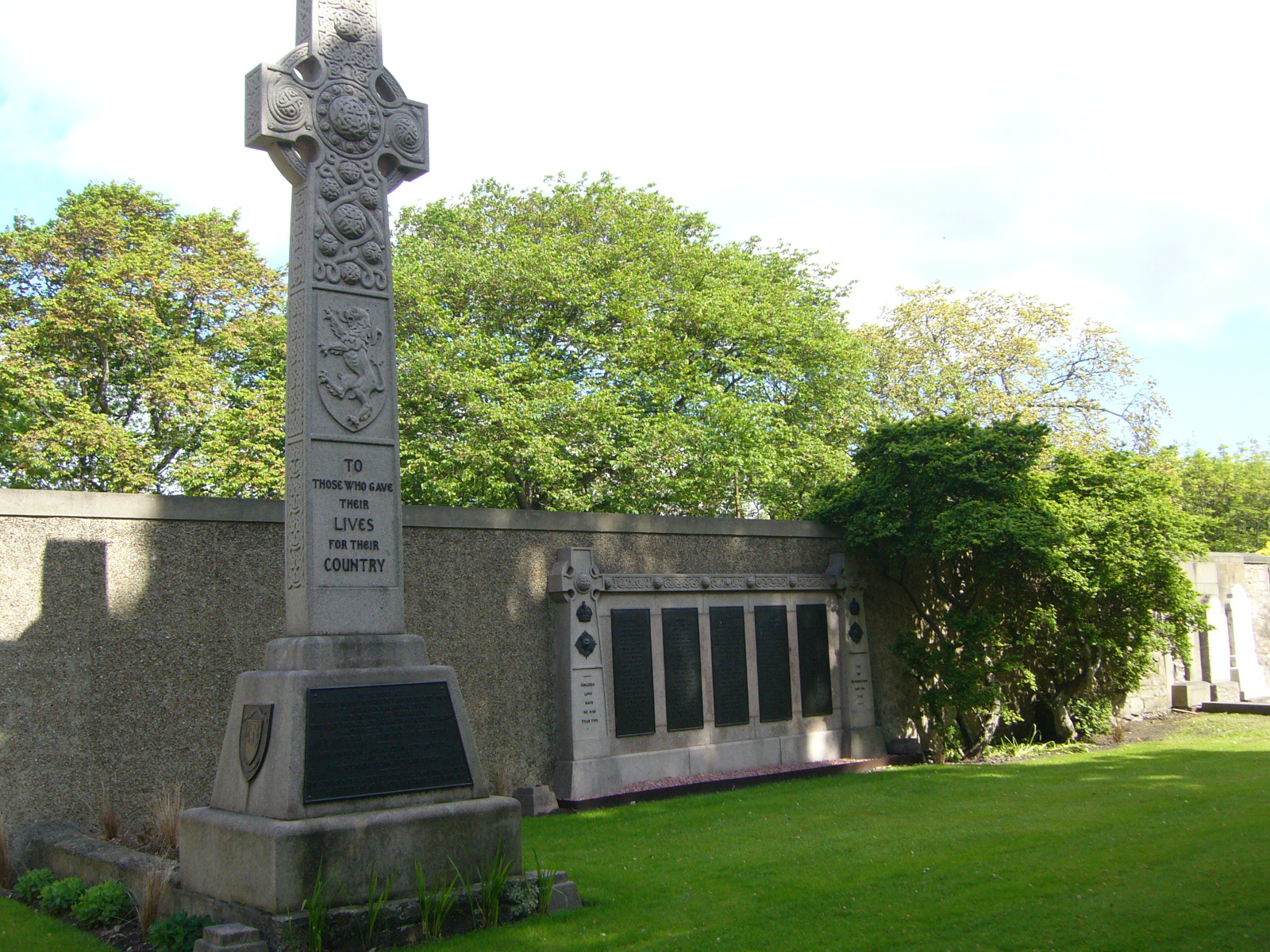
Denkmal für die Opfer auf dem Rosebank Cemetery in Edinburgh

230 Tote und 246 Verletzte waren die Folge. Der offizielle Bericht nennt 227 Tote. Vier Leichen wurden als Minderjährige identifiziert, die möglicherweise auf dem Truppentransportzug als blinde Passagiere mitfuhren. Der Bericht wurde sehr schnell nach dem Unfall verfasst, so dass die Zahl der Toten nachträglich um eine Person reduziert werden konnte. Die meisten der Toten waren Soldaten auf dem Weg in die Schlacht von Gallipoli.
Soweit die Leichen geborgen werden konnten, wurden sie in einem Massengrab auf dem Rosebank Cemetery in Edinburgh beigesetzt. Die vier Jugendlichen konnten nie identifiziert werden – passende Vermisstenmeldungen lagen nicht vor und gingen auch später nicht ein. Sie wurden in der Western Necropolis in Glasgow bestattet. Für die getöteten Soldaten wurde 1916 ein Denkmal errichtet, und auf dem Rosebank Cemetery findet noch heute jährlich ein Gedenkgottesdienst statt.
Die eisenbahntechnische Untersuchung wurde von dem Pionier-Oberst E. Druitt von der Eisenbahnaufsichtsbehörde (His Majesty's Railway Inspectorate) im Auftrag des Board of Trade durchgeführt. Sein Bericht lag bereits am 15. Juni 1915 vor und gab die Schuld vor allem den beiden Stellwerksmitarbeitern der Nacht- und Frühschicht. Er wies weiter darauf hin, dass es zu dem Unfall nicht gekommen wäre, hätte ein elektrischer Streckenblock bestanden.
Da der Unfall unmittelbar an der Grenze zwischen England und Schottland geschah und einige der Unfallopfer in England starben, war die Rechtslage kompliziert. Nach schottischem Recht fand eine Untersuchung durch den Procurator fiscal statt, parallel dazu nach englischem Recht ein Verfahren vor der Jury des Coroners von Carlisle. Die Rechtssysteme unterschieden sich sowohl im Verfahren als auch in Details des materiellen Rechts, doch kamen beide zum gleichen Ergebnis – beide Mitarbeiter des Stellwerks und der Heizer des Lokalzuges waren wegen Totschlags anzuklagen. 
Die Justizbehörden einigten sich auf einen Strafprozess am 24. und 25. September 1915 vor dem High Court in Edinburgh, bei dem beide Stellwerkmitarbeiter verurteilt wurden. Der während des Unfalls Verantwortliche wurde zu drei Jahren Zwangsarbeit verurteilt, sein abgelöster Kollege aus der Frühschicht zu 18 Monaten Gefängnis. Der Heizer des Lokalzuges wurde freigesprochen.